# Guy Constantin Moussi
 (avril 2015).
Pour les articles homonymes, voir Moussi.
Guy Constantin Moussi, né à Somasseng près d’Edea (région du Littoral) en 1965, est un journaliste camerounais.

## Biographie
Après des études en sciences économiques, Guy Constantin Moussi collabore dès 1993 comme journaliste à Kamerun Nouveau, puis à partir de 1995 à l’hebdomadaire La Sentinelle dont il devient l’année suivante coordinateur de la rédaction. En 1998, il devient rédacteur en chef du journal Indices avant d’en assurer, de 1999 jusqu’à ce jour, la direction de publication.

## Association
Membre de l’AJEC (Association des journalistes économiques du Cameroun), et de PressEco. Il est président de l'Union des éditeurs de presse de l'Afrique centrale (UEPAC) - section Cameroun. L'UEPAC dénonce les violations des droits des journalistes ou les conditions de travail des journalistes.

## Dénonciation de la dérive sensationnaliste des "Homosexuels de la République"
Guy Constantin Moussi a fait partie des cinq éditeurs de journaux basés à Douala qui se sont insurgés contre "la dérive sensationnaliste" orchestrée par La Météo, l'Anecdote et Nouvelle Afrique, trois journaux qui ont publié une longue liste de prétendus " Homosexuels de la République ".

## Procès
Moussi a été jugé au cours de l'année 2010 pour avoir publié, en mars 2010, un article qui accusait Elajeli Musbah, un représentant local d’Afriqiyah (compagnie de transport aérien libyenne), de trafic de devises. Le 25 septembre, l’Union des éditeurs de presse écrite d’Afrique centrale UEPAC a publié un communiqué au nom de Guy Constantin Moussi,en tant que directeur de publication du journal Indices pour dénoncer la forte pression par Elajeli Musbah sur des magistrats pour obtenir la condamnation du directeur de publication,.